# سالاد
سالاد (به فرانسوی: Salade) غذایی است که پیش از غذا به عنوان پیش‌غذا، پس از غذای اصلی به عنوان یک وعدهٔ مجزا، همراه با غذای اصلی، یا خود به عنوان یک وعدهٔ غذای اصلی مصرف می‌شود.
واژهٔ (Salad) در زبان فرانسوی از کلمه‌ای لاتین با عنوان (Salata) به معنی شور و نمکی و نمک اندود شده ریشه می‌گیرد.

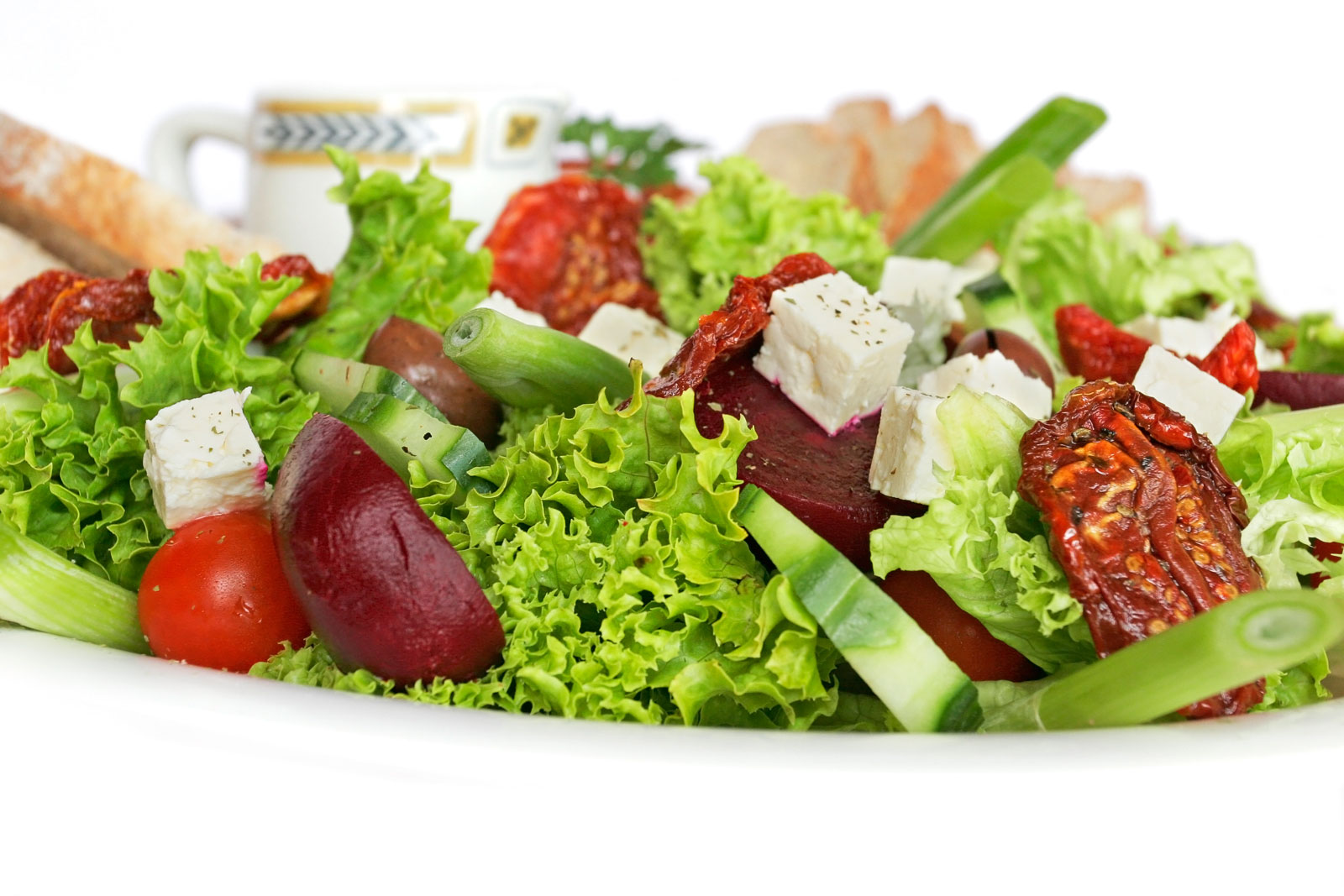

## تاریخچه
در بیش از دو هزار سال پیش، ایرانی‌ها بر روی سبزیجات از جمله کاهو، روغن و سرکه می‌ریختند و آن را میل می‌کردند، که از طریق جنگ‌های ایران و روم این رسم به اروپا رفته و در آنجا دچار تحولات و تغییراتی شد. در آغاز قرن بیستم و دنیای صنعتی و روند مصرف غذاهای آماده، سالاد نیز به همین ترتیب وارد سبد غذایی گردید، هرچند در ابتدا این کار در آمریکا آغاز شد ولیکن امروزه در سراسر جهان، سالاد به صورت تجاری در سوپرمارکت‌ها به فروش می‌رسد. با جا افتادن این نوع غذا در میان عامه مردم اکنون حتی در برخی رستوران‌ها و هتل‌ها، جایی به نام سالاد بار (salad bar) دارند که در آن انواع سالاد برای سرو کردن عرضه می‌شود.

## انواع سالاد

### سالادهای رایج در ایران
- سالاد فصل
- سالاد شیرازی
- سالاد کلم
- سالاد الویه
- سالاد لوبیا
- سالاد ماکارونی
- سالاد سزار

### سالادهای رایج در دنیا
- سالاد تخم مرغ
- سالاد سزار
- سالاد آمریکایی
- سالاد روسی
- سالاد میوه
- سالاد پاستا
- سالاد اندونزی

## آرایش سالاد

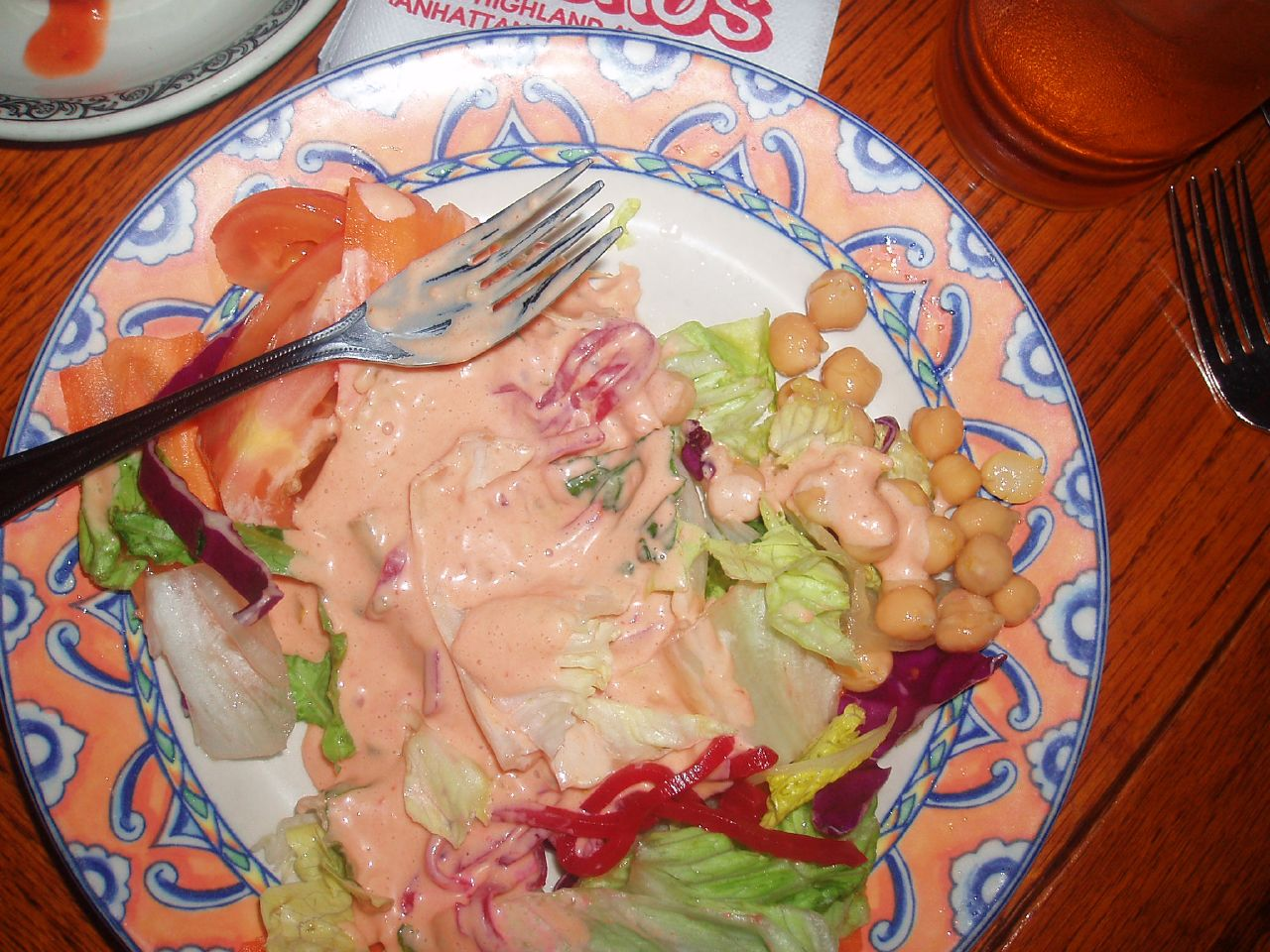
سالاد به همراه سس سالاد

برای تزیین سالاد از انواع سس استفاده می‌شود، این سس‌ها با طعم‌های مختلف و به سلیقه‌های متفاوت بروی سالاد ریخته می‌شوند.